# Laura del Sol
| Laura del Sol                             | Laura del Sol                                                   |
| Kattints az alábbi külső linkek egyikére! | Kattints az alábbi külső linkek egyikére!                       |
| ----------------------------------------- | --------------------------------------------------------------- |
| Nem található szabad kép.(?)              |                                                                 |
| külső link · jogvédett                    | Carmen szerepében, Carlos Saura filmjében (1983)                |
| külső link · jogvédett                    | Antonio Gades és Laura del Sol a „Carmen”-film plakátján (1983) |

Laura del Sol, születési nevén Laura Escofet Arce (Barcelona, 1961. november 27. –), spanyol (katalán) színésznő, flamenco-táncművész, balerina.

## Életpályája
Anyja Maria del Sol, apja Mario la Vega táncosok voltak. Leányukat már igen fiatalon taníttatták klasszikus táncokra és a flamenco-tudásra. 1969-ben névtelen gyermekszereplőként táncolt egy spanyol játékfilmben. Barcelonában, Madridban és Bilbaóban nőtt fel. 16 éves korától részt vett szülei társulatának munkájában.
Később Madridba költözött. 1983-ban, amikor Emiliano Piedra producer, Carlos Saura rendező és  Antonio Gades táncművész a Carmen film szereplőit válogatták, azonnal neki adták a címszerepet. A film egy kortárs spanyol tánciskolában játszódik, ahol éppen egy Carmen-táncjátékot próbálnak. Saura a Mérimé-novella és a Bizet-opera cselekményébe ágyazza a főszereplők (Gades és Del Sol) között kifejlődő, tragédiába torkolló szerelmi történetet. Tánctudása mellett Del Sol bizonyította színészi tehetségét is, az ellenállhatatlanul csábító, de fékezhetetlen és veszedelmes női karakter megformálásában. 1986-ban már drámai (nem táncos) főszerepet kapott Giuseppe Tornatore első filmjében, A hírhedt nápolyi-ban. Rosariát alakította, a címszereplő camorra-vezér (Ben Gazzara) filmbéli húgát. Később több olasz, spanyol és francia kalandfilmben és filmvígjátékban is szerepelt (Az elképedt király, Terror a yachton, A közvetítő).
1987-ben Párizsba költözött és feleségül ment Antoine Perset (*1956) francia színész-rendező-producerhez. Két közös gyermekük született, fiuk Ymanol Perset (*1980) francia színész és leányuk, Alba del Sol (*1994). Ymanol Perset a 2012-es Miénk a világ főszerepét kapta, egy rövid bevágásban filmbéli anyjaként saját anyja, Laura del Sol is látható.
A Belionel divatcég egyik női ruha-modellje a „Laura del Sol” márkanevet viseli.

## Főbb filmszerepei
- 2022: J’adore ce que vous faites, Mme Zapareto
- 2016 Origines, tévésorozat; Sofia Iglésias
- 2012: Miénk a világ (Le monde nous appartient); Juilen anyja
- 2012: Párizsi helyszínelők (R.I.S. Police scientifique), tévésorozat; Eva Casas
- 2008: Les vacances de Clémence, tévéfilm; Esperanza
- 2007: A közvetítő (Alex Santana, négociateur); tévésorozat; Laura Sebastian
- 2007: L’hôpital, tévésorozat; 6 epizódban; Isabel
- 2002–2004: Le Camarguais, tévésorozat; 8 epizódban; Anna
- 2002: Sotto gli occhi di tutti; Rosa
- 1999: Tôt ou tard; Consuelo
- 1997: Laura, tévéfilm; Laura Tobler
- 1996: A nagy szlalom (Gran Slalom); Vicky
- 1995: Tatiana, la muñeca rusa; Pat
- 1994: Terror a yachton (The Crew); Camilla Marquez
- 1994: Két fivér, egy nővér (Três Irmãos); Teresa
- 1993: Tombés du ciel; Angela
- 1992: La nuit de l’océan; Maria
- 1991: Az elképedt király (El rey pasmado); Marfisa
- 1991: Amelia Lópes O’Neill; Amelia Lópes O’Neil
- 1991: Zsarolás (Il ricatto), tévésorozat; Bambini nell'ombra (1991), névtelen szerep
- 1990: L’aventure extraordinaire d’un papa peu ordinaire; Laura
- 1989: Killing Dad or How to Love Your Mother; Luisa
- 1988: Az erőszak törvénye (Disamistade); Domenicangela
- 1987: El gran Serafín; Blanchette Medor
- 1987: Vísperas, tévé-minisorozat; 6 epizódban; La Rondeña
- 1986: A hírhedt nápolyi (Il camorrista / El profesor); Rosaria
- 1986: Bűvös szerelem (El amor brujo); Lucía
- 1985: Mattia Pascal két élete (Le due vite di Mattia Pascal); Romilda Pescatore
- 1984: Los zancos; Teresa
- 1984: Az áruló (The Hit); Maggie
- 1984: Las bicicletas son para el verano; balett-táncosnő
- 1983: Carmen (rendezte Carlos Saura); Carmen

## Elismerései, díjai
- 2000: a moulins-i Jean Carmet Fesztiválon elnyerte a második legjobb női mellékszereplőnek járó közönségdíjat (Prix du Public), Anne-Marie Etienne író-rendező 1999-es Tôt ou tard c. filmjében nyújtott Consuelo-alakításáért.